# Eudarcia holtzi
Eudarcia holtzi is een vlinder uit de familie van de Meessiidae. Deze soort is voor het eerst wetenschappelijk beschreven als Tinea holtzi door Hans Rebel in een publicatie uit 1902.
De soort komt voor in Noord-Macedonië, Albanië, Griekenland, Kreta, Cyprus, Rusland (Dagestan), Turkije, Libanon, Armenië, Iran en Afghanistan.